# حالة الخلايا

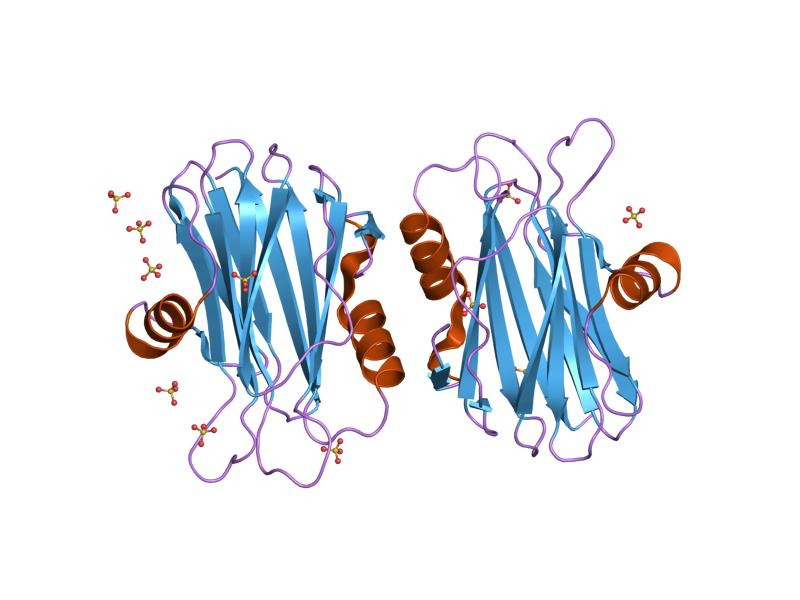

حالَّةُ الخَلاَيا (بالإنجليزية: Cytolysin)‏ تشير إلى مادة تفرزها الكائنات الدقيقة أو النباتات أو الحيوانات التي هو على وجه التحديد سامة للخلايا الفردية لهذه الكائنات والتي في كثير من الحالات تتسبب في تفكك الخلايا من خلال الاِنْحِلال. تتم تسمية المواد الحالة للخلايا حسب الخلايا التي تؤثر عليها. على سبيل المثال، الحالة للخلايا المسؤولة عن تدمير خلايا الدم الحمراء وبالتالي تحرير خضاب الدم تسمى حالَّةٌ دَمَوِيَّة (بالإنجليزية: hemolysin)‏، وهلم جرا. ويمكن للمواد الحالة للخلايا أن يكون لها دور الجهاز المناعي وكذلك في السموم.
تستخدم الحالة الدموية أيضا من قبل بعض البكتيريا مثل الليسترية المستوحدة لتعطيل غشاء اليبلوع والتسلل إلى سيتوبلازم الخلية.